# Felsőtőki református templom
A felsőtőki református templom műemlékké nyilvánított templom Romániában, Kolozs megyében. A romániai műemlékek jegyzékében a CJ-II-a-B-07783 sorszámon szerepel.